# 瑪莉亞·瓦維德
瑪莉亞·瓦維德 （María Valverde，1987年3月24日—）西班牙女演員，曾获得哥雅奖。

## 生平简介
玛丽亚·巴尔韦德出生在马德里。16岁时，主演《布尔什维克的虚弱》而获哥雅奖最佳新人女演員。
随后主演了《十七岁少女日记》《马德里1987》等影片。
曾与男演员马里奥·卡萨斯于2009年相恋，2014年分手。
于2017年與知名指揮家古斯塔沃·杜達美结婚。

## 作品
- 《17歲少女的愛慾日記》 Melissa P.
- 《無政府主義者的妻子》 The Anarchist's Wife
- 《裂縫（英语：Cracks）》 Cracks（2009）
- 《壞壞愛》Three Steps Above Heaven (2010)
- 《解放者》 The Liberator（2013）
- 《马德里 1987》 Madrid 1987（2013）
- 《出埃及記：天地王者》[1]

## 外部連結
- 官方网站（页面存档备份，存于）
- 瑪莉亞·瓦維德在互联网电影资料库（IMDb）上的資料（英文）